# Logarska Dolina
Logarska Dolina (izgovarjava [ˈloːɡaɾska dɔˈliːna]) je naselje v Logarski dolini in Matkovem kotu v občini Solčava. Največja znamenitost je slap Rinka, ki predstavlja izvir Savinje. Logarska Dolina je na jugu zamejena z dvatisočaki Savinjskih Alp: Krofička, Ojstrica, Planjava, Brana, Turska gora, Koroška Rinka in Mrzla gora.
Naselje je del tradicionalne pokrajine Štajerske in Savinjske statistične regije. V naselju je leta 2020 živelo 113 ljudi. Vas je danes zaščitena s spomeniškim varstvom kot nepremični spomenik lokalnega pomena.
V naselju stoji manjša cerkev Kristusa Kralja, ki je bila zgrajena v letih 1930 in 1931. Cerkev upravno pripada Župniji Solčava.
Vas leži na sotočju reke Savinje ter potoka Palenk. Na območju vasi je pod Olševo izvir z železom bogate vode.